# Königin Luise (Schiff, 1897)
Der Reichspostdampfer Königin Luise kam als drittes Schiff der Barbarossa-Klasse für die Reichspostdampferlinie des Norddeutschen Lloyd nach Australien in Dienst. Die Königin Luise wurde 1919 ausgeliefert und lief bis 1932 unter britischer und griechischer Flagge.

## Einsatz NDL
Die 4,94 Millionen Goldmark teure Königin Luise trat nach der Indienststellung am 16. März 1897 am 26. März 1897 ihre Jungfernreise nach New York, das sie als erstes Schiff der Barbarossa-Klasse anlief. Sie machte im Lauf der Jahre elf Reisen Bremerhaven – New York und drei Reisen ab März 1912 nach Baltimore.
Auf der Reichpostdampferlinie nach Australien kam die Königin Luise erstmals am 20. Oktober 1897 zum Einsatz. Insgesamt machte sie zehn Rundreisen auf ihrer „Konstruktionsstrecke“, die letzte begann am 25. Oktober 1911.
Vom 25. Februar 1904 bis zum 25. November 1911 wurde die Königin Luise auch auf der Linie New York – Genua eingesetzt. Auf dieser Linie setzte der NDL von 1903 bis 1914 nach und nach fünf Schiffe der Barbarossa-Klasse ein.
1913 soll Königin Luise den Ablösetransport für die in Tsingtau eingesetzten Soldaten durchgeführt haben.

## Einsatz nach dem Ersten Weltkrieg
Nach dem Ersten Weltkrieg wurde die Königin Luise am 10. April 1919 als Reparationsleistung an Großbritannien ausgeliefert und kam für die Orient Shipping Company zum Einsatz. Am 8. September 1920 lief sie von London aus das erste Mal unter britischer Flagge nach Australien. Auf dieser Reise hatte die Königin Luise in Lissabon eine Kollision mit dem britischen Dampfer Loughborough, der sank. 1921 wurde sie in Omar umbenannt.
Die Byron Steamship Company, britische Tochtergesellschaft einer griechischen Reederei, die seit Februar 1921 schon das Schwesterschiff Bremen als Constantinople im Liniendienst zwischen Constanza, Konstantinopel, Piräus und New York einsetzte, kaufte 1924 die Omar und setzte sie ab Oktober 1924 als Edison zwischen Piräus und New York ein.
Die Schiffe wurden als griechische Nationallinie eingesetzt und kamen im August 1928 auch unter die griechische Flagge. Am 29. Dezember 1932 verließ die ehemalige Königin Luise als Edison zum letzten Mal New York. Sie wurde anschließend in Griechenland aufgelegt und ab 1935 in Italien abgebrochen.